# (I'm Gonna) Love Me Again
"(I'm Gonna) Love Me Again" é uma canção da cinebiografia de 2019 de Elton John, Rocketman. Escrita por Elton John e Bernie Taupin, a canção foi realizada por John e Taron Egerton. O videoclipe oficial apresenta clipes de arquivo do início da carreira de Elton John e cenas do filme.

## Estreia
A música estreou na BBC Radio 2 em 16 de maio de 2019.

## Nomeações
| Ano  | Data da Cerimônia      | Premiação                         | Categoria              | Resultado | Ref.  |
| ---- | ---------------------- | --------------------------------- | ---------------------- | --------- | ----- |
| 2020 | 5 de janeiro de 2020   | Prémios Globo de Ouro de 2020     | Melhor canção original | Venceu    | [ 4 ] |
| 2020 | 12 de janeiro de 2020  | 25.º Critics' Choice Movie Awards | Melhor canção original | Venceu    | [ 5 ] |
| 2020 | 9 de fevereiro de 2020 | Oscar 2020                        | Melhor canção original | Venceu    | [ 6 ] |

## Videoclipe
O videoclipe foi dirigido por Kii Arens.  Foi postado na conta oficial de Elton John na plataforma Vevo em 13 de junho de 2019.  O vídeo é estrelado por John e Egerton, com imagens de Egerton como John em Rocketman, imagens de arquivo do músico e clipes de John e Egerton gravando a música no estúdio. Também inclui animação caleidoscópica misturada com ilustrações de álbuns e pôsteres de shows do auge de John. 
O making-of do videoclipe foi lançado em 4 de julho de 2019 na conta Vevo, com John e Taupin discutindo sua faixa no vídeo de cenas. 

## Performance ao vivo
"(I'm Gonna) Love Me Again" foi apresentado por John e Egerton no Rocketman: Live in Concert da Paramount Pictures no Teatro Grego, em Los Angeles, com a Orquestra Sinfônica de Hollywood em 17 de outubro de 2019. 
John interpretou a música ao vivo em 09 de fevereiro de 2020 durante a 92ª Cerimônia do Oscar.

## Remix
O grupo musical, Purple Disco Machine, ficou responsável pela versão remix da música.  A música foi lançada em plataformas digitais no dia 19 de dezembro de 2019. 

## Paradas musicais
| País/Parada (2019–20)                         | Melhor posição |
| --------------------------------------------- | -------------- |
| Bélgica (Ultratip Bubbling Under de Flandres) | 32             |
| Estados Unidos (Billboard Adult Contemporary) | 12             |
| Estados Unidos (Billboard Dance Club Songs)   | 3              |

| País/Parada (2019)                  | Posição fixada |
| ----------------------------------- | -------------- |
| Estados Unidos (Adult Contemporary) | 29             |